# Ed Valigursky
Edward Ignatius Valigursky (Arnold, Pensilvania, 16 de octubre de 1926- Cape Coral, Florida, 27 de septiembre de 2009), Ed Valigursky, fue un ilustrador estadounidense conocido por sus dibujos de tecnología y por su trabajo en ciencia ficción. En algunas ocasiones utilizó el seudónimo de William Rembach. En 1956, Valigursky fue nominado para el Premio Hugo al mejor artista profesional.

## Vida
Hijo de emigrantes, su padre, Jakub Valigursky, nacido en 1891 en Nová Ľubovňa, actual Eslovaquia, llegó a Estados Unidos en 1907. Su madre, Anastasia Konkoly, nacida en 1893 en la misma ciudad llegó en 1912. Se casaron en Pensilvania en 1914 y tuvieron siete hijos. Edward fue el sexto hijo.
En 1945, durante el último año de la Segunda Guerra Mundial, se unió a la Marina de los EE. UU. y sirvió hasta 1948. Después de servir en la Marina de los EE. UU. durante la Segunda Guerra Mundial, Valigursky regresó a casa para comenzar, gracias a la G.I. Bill, su extensa educación en arte, ilustración y publicidad en el Instituto de Arte de Chicago, la Academia Estadounidense de Artes y el Instituto de Arte de Pittsburg.
En 1951 pintó la portada del número de noviembre de Fantastic Adventures, que publicaba Ziff-Davis y empezó a colaborar en las revistas de esta editorial. En 1952, la editorial se mudó de Chicago a Nueva York y 
Valigursky, después de graduarse de la escuela de arte, también se mudó a Nueva York para aceptar un trabajo como director de arte asistente en Ziff-Davis.

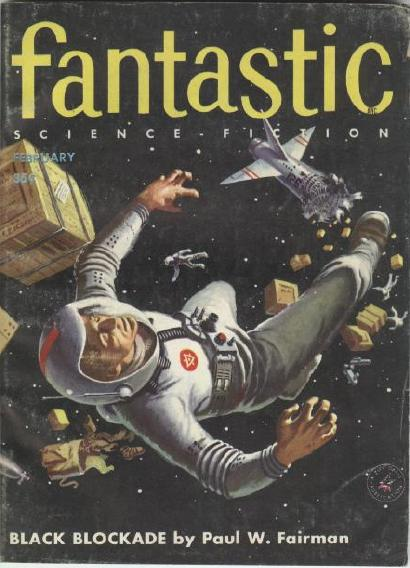
Portada de Fantastic, enero de 1956

Valigursky continuó proporcionando ilustraciones para las revistas pulp de Ziff-Davis, como Amazing Stories y Fantastic Adventures, para las que utilizó el seudónimo de William Rembach. Mientras trabajaba en Ziff-Davis conoció a su futura esposa, Rita Reis, que trabajaba allí como traductora de textos en alemán, con la que se casó en  1954. El matrimonio se mudó a Maywood (Nueva Jersey). 

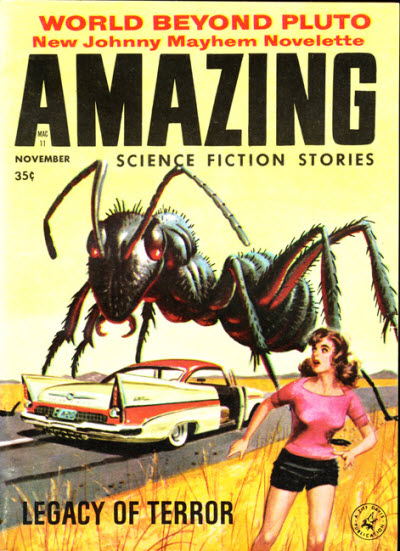
Portada de Amazing Stories, noviembre de 1958

El artista viajaba a Nueva York para trabajar como director de arte para Ziff-Davis. Continuó complementando sus ingresos vendiendo portadas e ilustraciones de interiores a Amazing Stories, If y Fantastic Adventures.
Ilustró libros para editoriales como Bantam Books, Ballantine Books, Lippincott, Macfadden Publications y Time Life Books. Ilustró novelas de ciencia ficción de Isaac Asimov, Arthur C. Clarke, Philip K. Dick y Ray Bradbury.

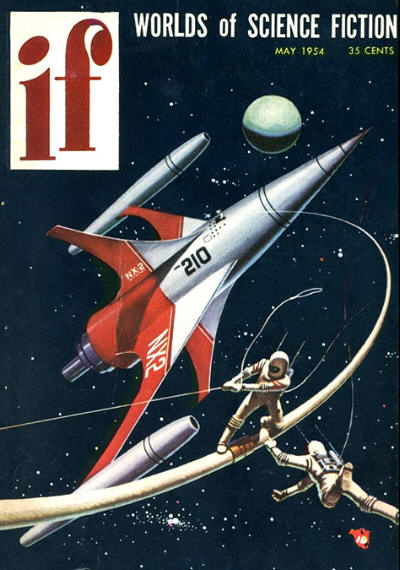
Portada de If, mayo de 1954

En busca de mercados mejor remunerados, Valigursky se dedicó más tarde al mundo de la publicidad y realizó ilustraciones para revistas de ficción general como Collier's y revistas de no ficción como Popular Mechanics, y continuó trabajando hasta la década de 1980.

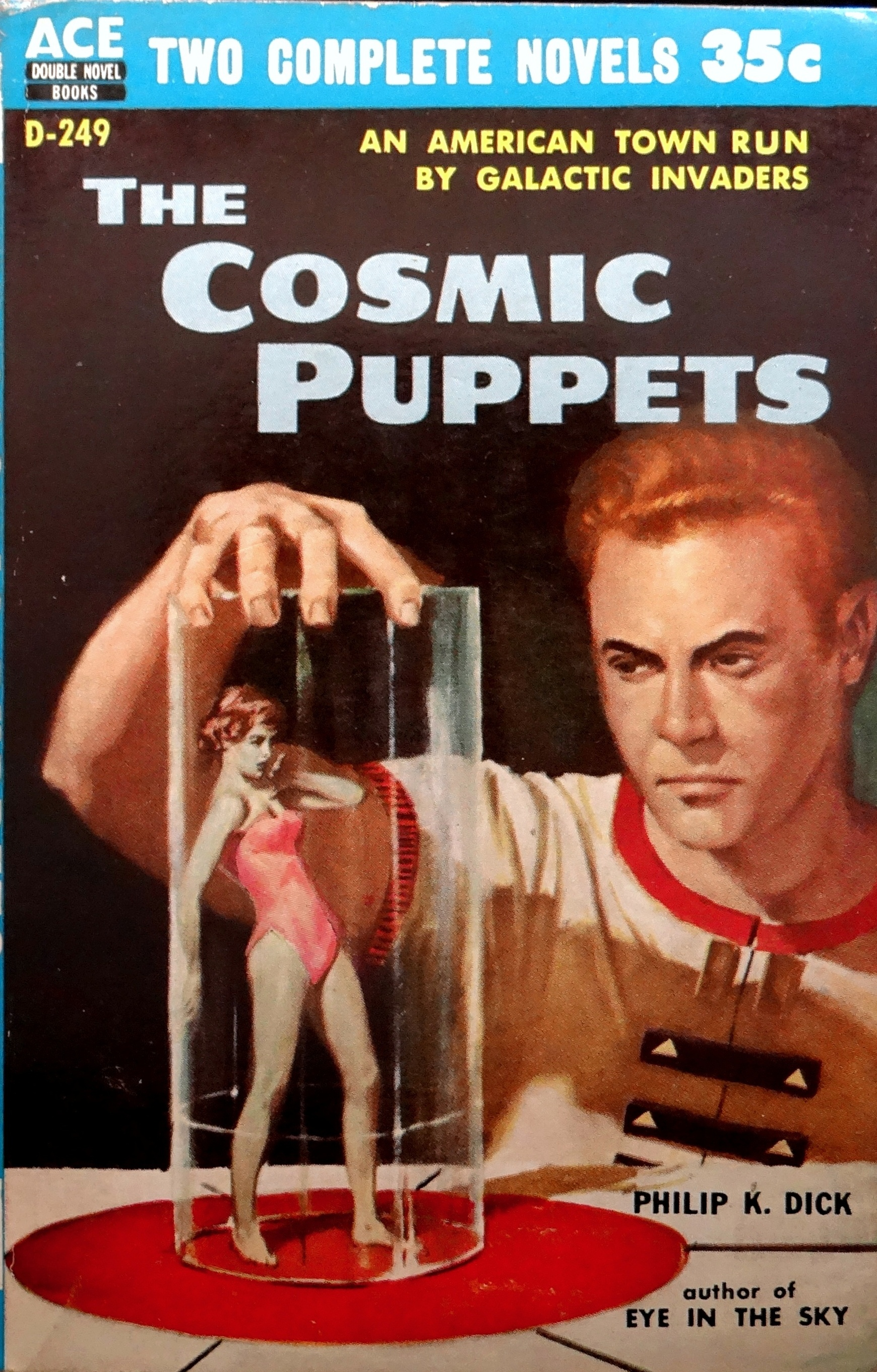
Portada de The Cosmic Puppets, de Pilip K. Dick

Después de retirarse de la ilustración comercial en la década de 1990, comenzó a producir pinturas de bellas artes que celebraban la historia de la aviación. Sus representaciones de temas aeroespaciales y de aviación, que fueron especialmente admiradas, se han presentado en exposiciones en el Museo Nacional del Aire y el Espacio del Instituto Smithsoniano en Washington D. C. y en el Museo de la Real Fuerza Aérea Británica de Londres. Creó obras para la Fuerza Aérea de Estados Unidos y la Guardia Nacional Aérea y tiene cinco pinturas en exhibición permanente en el Pentágono.

En 1988 se mudó a Cape Coral (Florida). Ed Valigursky murió de insuficiencia cardíaca en su casa a la edad de ochenta y dos años el 7 de septiembre de 2009.